# Троицкий (Ставропольский край)
Тро́ицкий — посёлок в Туркменском районе (муниципальном округе) Ставропольского края России.
До 16 марта 2020 года входил в состав муниципального образования «Сельское поселение Кучерлинский сельсовет».

## География
Расстояние до краевого центра: 145 км.
Расстояние до районного центра: 29 км.

## Население
| 1989 | 2002 | 2010 | 2014 |
| ---- | ---- | ---- | ---- |
| 399  | ↘254 | ↘196 | ↗200 |

По данным переписи 2002 года, в национальной структуре населения русские составляли 43 %, даргинцы — 37 %.

## Инфраструктура
- Дом культуры (построен в 2017 году)[7].

## Памятники
- Братская могила советских воинов, погибших в борьбе с фашистами. 1942—1943, 1965 годы[8]

## Кладбище
В 265 м на северо-запад от домовладения № 1 по улице Западной находится общественное открытое кладбище площадью 7511 м².